# Hellmuth Dix
Konrad Hellmuth Dix (* 24. November 1897 in Leipzig; † 30. Januar 1965 in Köln) war ein deutscher Jurist.

## Leben und Tätigkeit
Dix war ein Sohn des Rechtsanwalts Paul Dix und ein jüngerer Bruder von Rudolf Dix. Wie sein Vater und sein Bruder studierte er Rechtswissenschaften und praktizierte später als Rechtsanwalt. Seine Dissertation verfasste er in schwedischer Sprache. Das schwedische Recht war auch in späteren Jahren noch eines seiner Spezialgebiete.
Dix wirkte u. a. als Jurist an den Nürnberger Prozessen mit: Während des IG-Farben-Prozesses war er Verteidiger des IG-Farben-Managers und Vorstandsmitgliedes Christian Schneider, der als Leiter der Sozialpolitischen Abteilung des Konzerns wegen der Ausbeutung von ausländischen Zwangsarbeitern angeklagt war. Schneider wurde am Ende des Prozesses am 30. Juli 1948 freigesprochen.
In den 1950er Jahren vertrat Dix zeitweise Otto John, gab das Mandat für diese Verteidigung aber später wieder zurück. Er hatte zuvor den damaligen Kanzleramtschef Hans Globke in einem anderen Prozess vertreten und befürchtete, in einen Interessenkonflikt zu geraten, falls sein früherer Mandant als Zeuge im Verfahren gegen John als Zeuge aussagen müsste. John hielt die von Dix gegebene Begründung eines Rückzugs für vorgeschoben: Dix habe, so John, „einfach nicht den Mut“ gehabt, ihn gegen derart mächtige Männer wie Adenauer und Globke zu verteidigen. Später argwöhnte er zudem, dass sein Prozess vor dem Bundesgerichtshof politisch beeinflusst worden war, wobei er Dix’ Mandatsniederlegung als einen Beleg hierfür ansah.
Zudem verfasste Dix auch  Übersetzungen aus dem Schwedischen: So fertigte er die deutsche Übertragung der Erinnerungen des schwedischen Industriellen Birger Dahlerus an, die 1948 in Deutschland unter dem Titel Der letzte Versuch. London-Berlin Sommer 1939 veröffentlicht wurden und Dahlerus’ Versuche in der Krise des Spätsommers 1939 zwischen dem Deutschen Reich und Großbritannien als Vermittler zu wirken, um den sich abzeichnenden Ausbruch eines neuen Krieges auf dem europäischen Kontinent zu verhindern, zum Inhalt haben.
Zum Zeitpunkt seines Todes war Dix neben seiner anwaltlichen Tätigkeit auch Lehrbeauftragter für Zivilrecht des finnisch-schwedischen Rechtskreises in der Rechtswissenschaftlichen Fakultät einer Universität. Er starb 1965 im Alter von 67 Jahren in der Kölner Universitätsklinik. Er war verwitwet von Maria Elisabeth Hedwig Dix geb. Heckemann, die er 1927 in Münchhausen geheiratet hatte.

## Schriften
- De tyska advokaternas hedersdomstol och hedersrätt, Stockholm 1929.
- Das schwedische Volk und die Grundzüge seines Charakters, Berlin und Dresden 1936.
- „Die Urteile in den Nürnberger Wirtschaftsprozessen“, in: Neue Juristische Wochenschrift, 2. Jg., Heft 17, 1949, S. 647–652.